# Trapezno krilo
Trapezno krilo (redko tudi diamantno krilo) je vrsta letalskega krila, ki ima obliko trapeza. Po navadi ima majhno vitkost. Trapezna krila so trdno grajena, tanka in imajo nizek zračni upor pri velikih hitrostih. Večina letal s trapeznimi krili prihaja iz ZDA.

## Letala s trapeznimi krili

### X-plane
- Douglas X-3 Stiletto
- Lockheed X-7
- North American X-15
- Lockheed X-27

### Vojaška letala
- Lockheed F-104 Starfighter
- Lockheed Martin F-22 Raptor
- Northrop YF-23
- Lockheed Martin F-35 Lightning II
- Lockheed YF-22

### Civilna letala
- Mudry CAP 230